# 사라 무치
사라 무치(Sarah Mutch, 1984년 12월 21일 ~ )는 캐나다의 배우, 모델이다.
밴쿠버에서 태어났다.

## 영화
- 펑키타운 (2011년)
- 칠러라마 (2011년) - 루이즈 역
- 더 심스트리스 (2009년)
- 맥심 핫 100 (2008년) - 본인 역